# Актобе (Шуский район)
Актобе (каз. Ақтөбе) — село в Шуском районе Жамбылской области Казахстана. Административный центр и единственный населённый пункт Актобинского сельского округа. Находится примерно в 31 км к северо-западу от города Шу. Код КАТО — 316655100.

## Население
В 1999 году население села составляло 1442 человека (731 мужчина и 711 женщин). По данным переписи 2009 года, в селе проживал 1181 человек (617 мужчин и 564 женщины).

## Достопримечательности
В 3 км к юго-востоку от села располагается городище Актобе — объект Всемирного наследия ЮНЕСКО.